# アルベルト・フェルナンデス (射撃選手)
アルベルト・フェルナンデス・ムニョス（Alberto Fernández Muñoz、1983年6月16日 - ）は、スペイン・マドリード州マドリード出身の射撃選手（トラップ射撃）。

## 経歴
2008年に中国で開催された北京オリンピックでは男子トラップで33位となった。
2010年にドイツのミュンヘンで開催されたISSF世界射撃選手権では男子トラップで金メダルを獲得した。2012年にイギリスのロンドンで開催されたロンドンオリンピックでは男子トラップで25位となった。
2013年にペルーのリマで開催された世界選手権では男子トラップ団体で金メダルを獲得した。2016年にブラジルのリオデジャネイロで開催されたリオデジャネイロオリンピックでは男子トラップで17位となった。
2018年に韓国の昌原市で開催された世界選手権では男子トラップで金メダルを獲得した。2021年に日本で開催された東京オリンピックではファティマ・ガルベスをペアを組み、混合トラップ団体で金メダルを獲得した。男子トラップでは9位となった。